# Mesotype cotangens
Mesotype cotangens är en fjärilsart som beskrevs av Barend J. Lempke 1950. Mesotype cotangens ingår i släktet Mesotype och familjen mätare. Inga underarter finns listade i Catalogue of Life.